# 循環換氣
循環換氣又稱作循環呼吸、迴圈換氣、吞氣，是管樂器的演奏技巧，這種技巧以同時以鼻吸氣及口吐氣，使聲音不因換氣而中斷，可以連續吹奏很長（超過半分鐘以上，只要條件許可甚至可以吹奏數小時）的樂段，以達成樂曲需要或舞台效果。

## 起源
{{subst:Citation needed/auto|循環換氣法最早起於何時何地已不能確定，傳說古希臘時代的吹笛手已經能使用這項技巧。此外中國的嗩吶樂手以及馬來西亞的scrunai樂手，都在很久以前就能掌握這種技巧。}}

## 原理
循環換氣的基本原理，是在以嘴巴吐氣吹奏時，將部分空氣預留在口腔內或咽喉一帶，以會厭封閉口腔氣道，同時以鼻吸氣，用下顎和口腔將預留的空氣吐出，以持續吹奏樂器，如同風笛將空氣預留在氣袋內擠出。其困難在於吐氣和吸氣之間氣量力度能夠持續。
嗩吶、笙、豎笛等，因為吹奏時可鼓腮，而且樂器設計可封閉嘴唇，使用循環換氣較為容易，而吹奏竹笛、長笛時不能鼓腮，而且口腔是開放的，所以使用循環換氣的難度較高。

## 雙吐循環換氣
早期的循環換氣大多用於長音，或是連續不斷的旋律，較容易使用。但1990年代以來，快速斷奏同時循環換氣的雙吐循環換氣逐漸受運用，尤其在笛子的曲目中使用。其困難在於在舌頭快速奏出斷奏的同時，鼻子要配合靈活地快速換氣，且不能因換氣而減小吐音的力度。必須使下顎、丹田、舌頭、口形充分靈敏的配合才能達成。

## 各種樂器中的運用

### 嗩吶
嗩吶是中國樂器中較早就使用這項技巧的樂器，在吹打樂中，以循環換氣來吸引聽眾是很常見的，而許多取材自民間音樂的現代嗩吶曲如《百鳥朝鳳》等，也運用到循環換氣，嗩吶獨奏家在演這類曲目時，通常會刻意把這些樂段或長音吹得很長，以炫耀技巧。

### 笛子
1957年趙松庭將其學習嗩吶的經驗應用到笛子上，並用於其創作的樂曲如《早晨》、《三五七》、《鷓鴣飛》，目的不在於炫技，而是在於樂曲需要。此後，笛子演奏家也開始學習並用於各種樂曲中。

### 長笛
1950年代，安托寧．馬赫首先使用於長笛，1970年代由澳洲演奏家茲德尼克．布魯漢德斯加以發展，已成為長笛演奏常用的技巧之一。

### 單簧樂器
在單簧樂器如單簧管、薩克斯風中，但使用的曲目尚不多。

### 雙簧管
被運用於獨奏曲，以及在交響樂中必須吹奏較長高音樂段的部分，如《柴可夫斯基第四交响曲》中的双簧管獨奏樂段。

### 小號
在一些獨奏曲中使用，以增加舞台效果。